# سبنكرس وود (باركشير)
سبنكرس وود (بالإنجليزية: Spencers Wood)‏ هي قرية تقع في المملكة المتحدة في جنوب شرق إنجلترا. يقدر عدد سكانها بـ 4,019 نسمة .